# Wiaczesław Driagin
Wiaczesław Jemielianowicz Driagin (ros. Вячеслав Емельянович Дрягин, ur. 20 września 1940 w Kirowie, zm. 22 lutego 2002) – radziecki kombinator norweski, brązowy medalista mistrzostw świata.

## Kariera
W 1964 roku wystąpił na igrzyskach olimpijskich w Innsbrucku, gdzie uzyskał dziesiąty wynik na skoczni i dwunasty na trasie biegu, co dało mu ostatecznie siódme miejsce w zawodach. Cztery lata później, podczas igrzysk olimpijskich w Grenoble był piąty w skokach i dopiero dziewiętnasty w biegu, co pozwoliło na zajęcie ósmej pozycji. Największy sukces w swojej karierze osiągnął na mistrzostwach świata w Wysokich Tatrach w 1970 roku, gdzie wywalczył brązowy medal. Na skoczni uzyskał czwarty wynik, a w biegu był piąty, co wystarczyło do zajęcia trzeciego miejsca w zawodach. Wyprzedzili go tylko Ladislav Rygl z Czechosłowacji oraz Nikołaj Nogowicyn, także reprezentant Związku Radzieckiego, do którego Driagin stracił zaledwie 0.34 punktu. Ostatni występ na arenie międzynarodowej zanotował w 1972 roku, na igrzyskach olimpijskich w Sapporo, gdzie rywalizację zakończył na 29. pozycji.

## Osiągnięcia

### Igrzyska Olimpijskie
| Miejsce | Dzień     | Rok  | Miejscowość | Konkurencja              | Wynik zwycięzcy | Strata      | Zwycięzca      |
| ------- | --------- | ---- | ----------- | ------------------------ | --------------- | ----------- | -------------- |
| 7.      | 3 lutego  | 1964 | Innsbruck   | Indywidualnie K-90/15 km | 469.28 pkt      | -46.53 pkt  | Tormod Knutsen |
| 8.      | 12 lutego | 1968 | Grenoble    | Skocznia normalna/15 km  | 449.04 pkt      | -24.66 pkt  | Franz Keller   |
| 29.     | 5 lutego  | 1972 | Sapporo     | Indywidualnie K-90/15 km | 413.340 pkt     | -65.815 pkt | Ulrich Wehling |

### Mistrzostwa świata
| Miejsce | Dzień     | Rok  | Miejscowość   | Konkurencja              | Wynik zwycięzcy | Strata    | Zwycięzca     |
| ------- | --------- | ---- | ------------- | ------------------------ | --------------- | --------- | ------------- |
| 3.      | 14 lutego | 1970 | Wysokie Tatry | Indywidualnie K-90/15 km | 410.50 pkt      | -3.48 pkt | Ladislav Rygl |